# 高根村 (岐阜県)
高根村（たかねむら）は、かつて岐阜県大野郡にあった村。
2005年（平成17年）2月1日、大野郡久々野町・丹生川村・清見村・荘川村・宮村・朝日村および吉城郡国府町・上宝村とともに高山市に編入した。この際に大野郡白川村は単独村政を維持している。

## 地理

### 地勢
北には乗鞍岳、南には御嶽山がある。両山に端を発する小河川を集めた飛騨川が村内を西流しており、僅かな集落が川沿いに点在する。村の東部にそびえる鎌ヶ峰と乗鞍岳との間には野麦峠、御嶽山との間には長峰峠がある。
山岳
- 御嶽山
- 乗鞍岳
- 鎌ヶ峰

河川
- 飛騨川

湖沼
- 高根乗鞍湖（高根第一ダム湖）
- 高根第二ダム湖

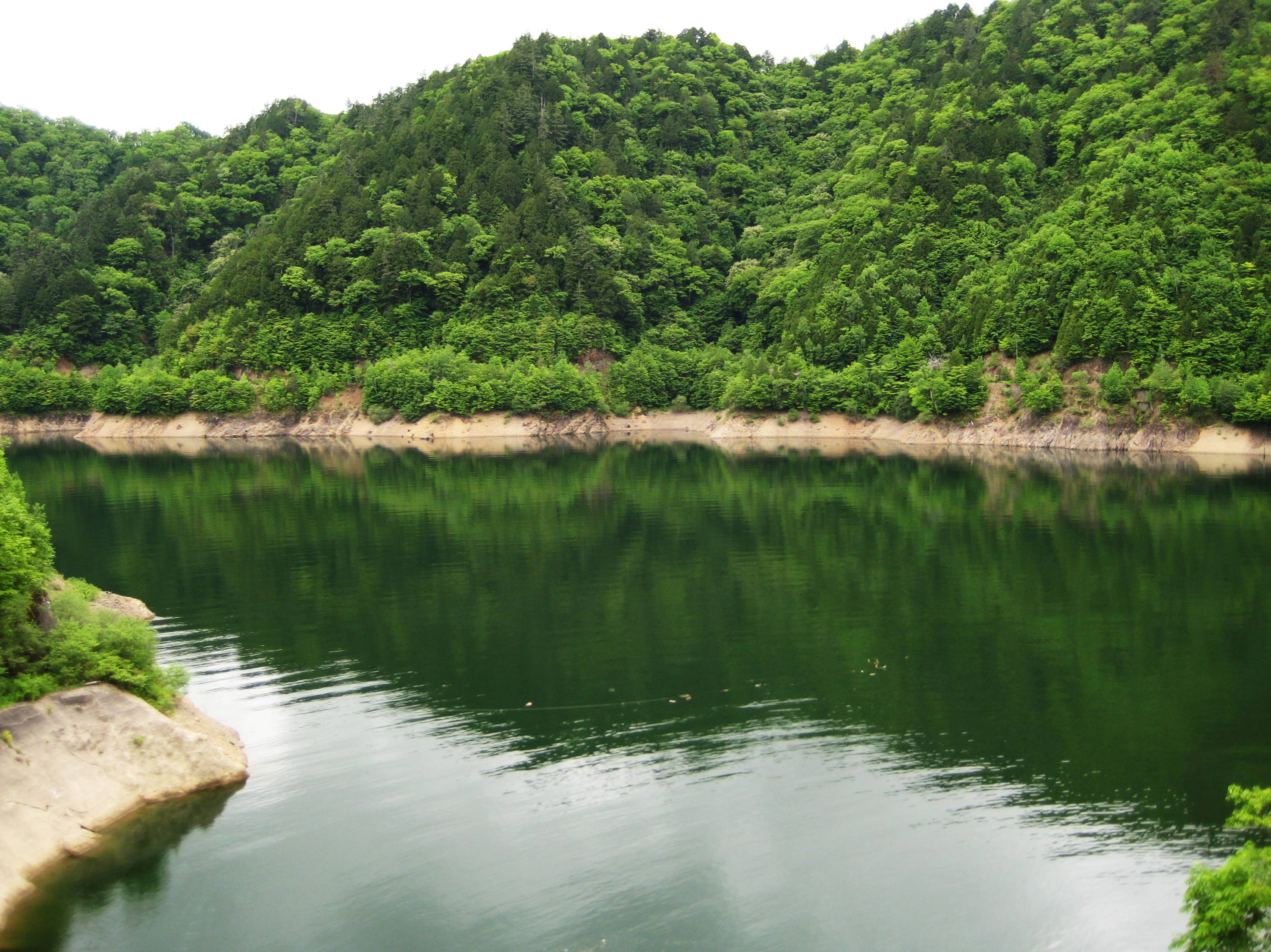
高根第一ダムが形成する高根乗鞍湖
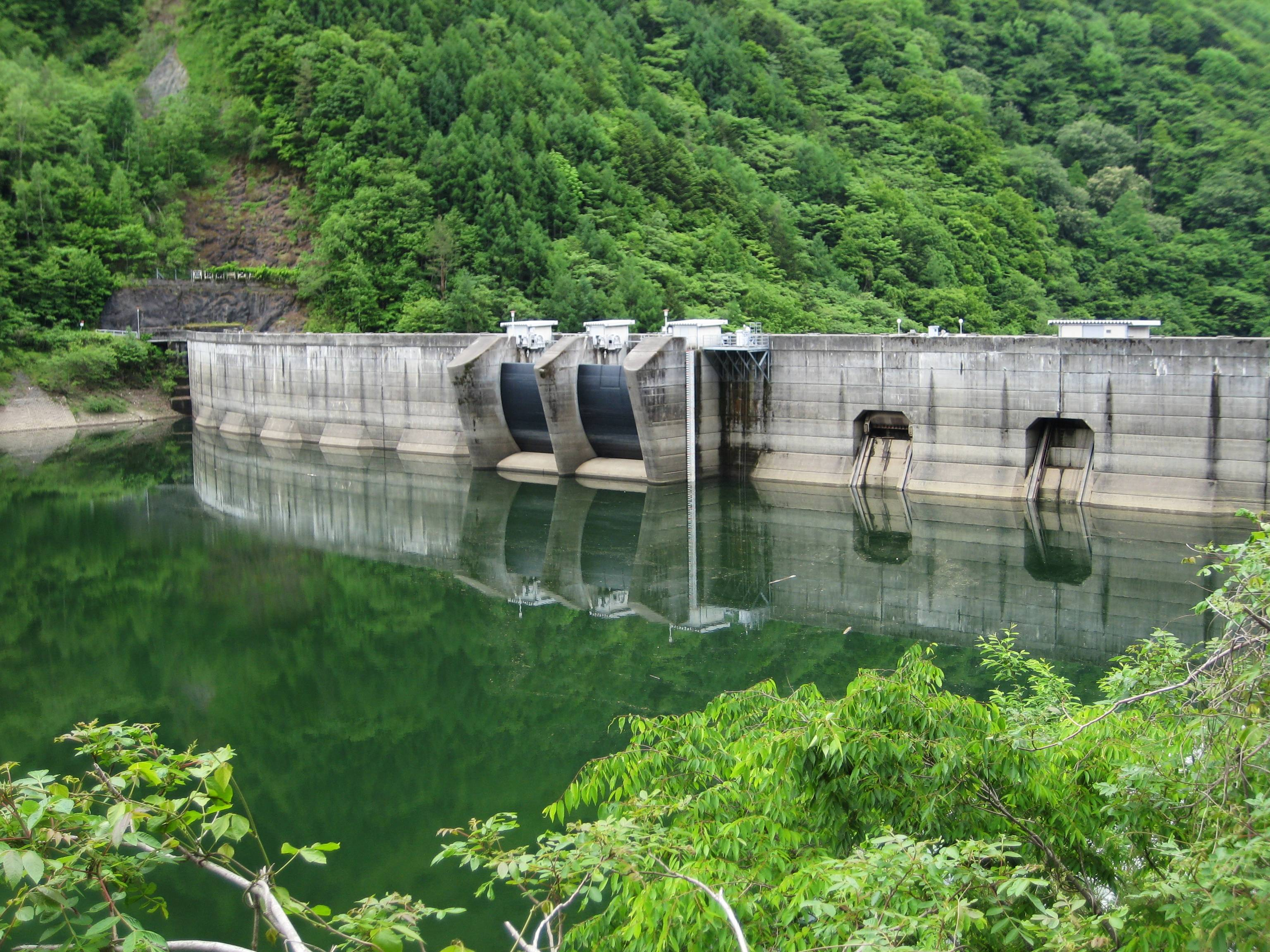
高根第二ダム湖

### 集落
- 中洞
- 猪之鼻
- 中之宿
- 下之向
- 日影
- 大古井
- 上ヶ洞

- 池ヶ洞
- 桼生
- 阿多野郷
- 野麦
- 日和田
- 小日和田
- 留之原

## 歴史

### 沿革
- 1889年（明治22年）7月1日 - 町村制施行によって益田郡高根村が発足する。
- 1950年（昭和25年）4月1日 - 近接する朝日村と共に大野郡に移る。
- 1968年（昭和43年） - 中部電力の電源開発計画によって高根第二ダムが完成。高根村中心部の日影地区と大古井地区の69戸が水没し、うち66戸は高山市など村外に転居した。2つのダム建設工事のピークは1967年（昭和42年）から1968年（昭和43年）頃であり、この時期には一時的に村の人口が膨れ上がった[1]。
- 1969年（昭和44年） - 高根第一ダムが完成。
- 2005年（平成17年）2月1日 - 大野郡久々野町・丹生川村・清見村・荘川村・宮村・朝日村、吉城郡国府町・上宝村と共に高山市に編入される。

## 行政
- 村長：中井勉（1967年4月30日 - 2005年2月1日）

## 施設
- 高根郵便局

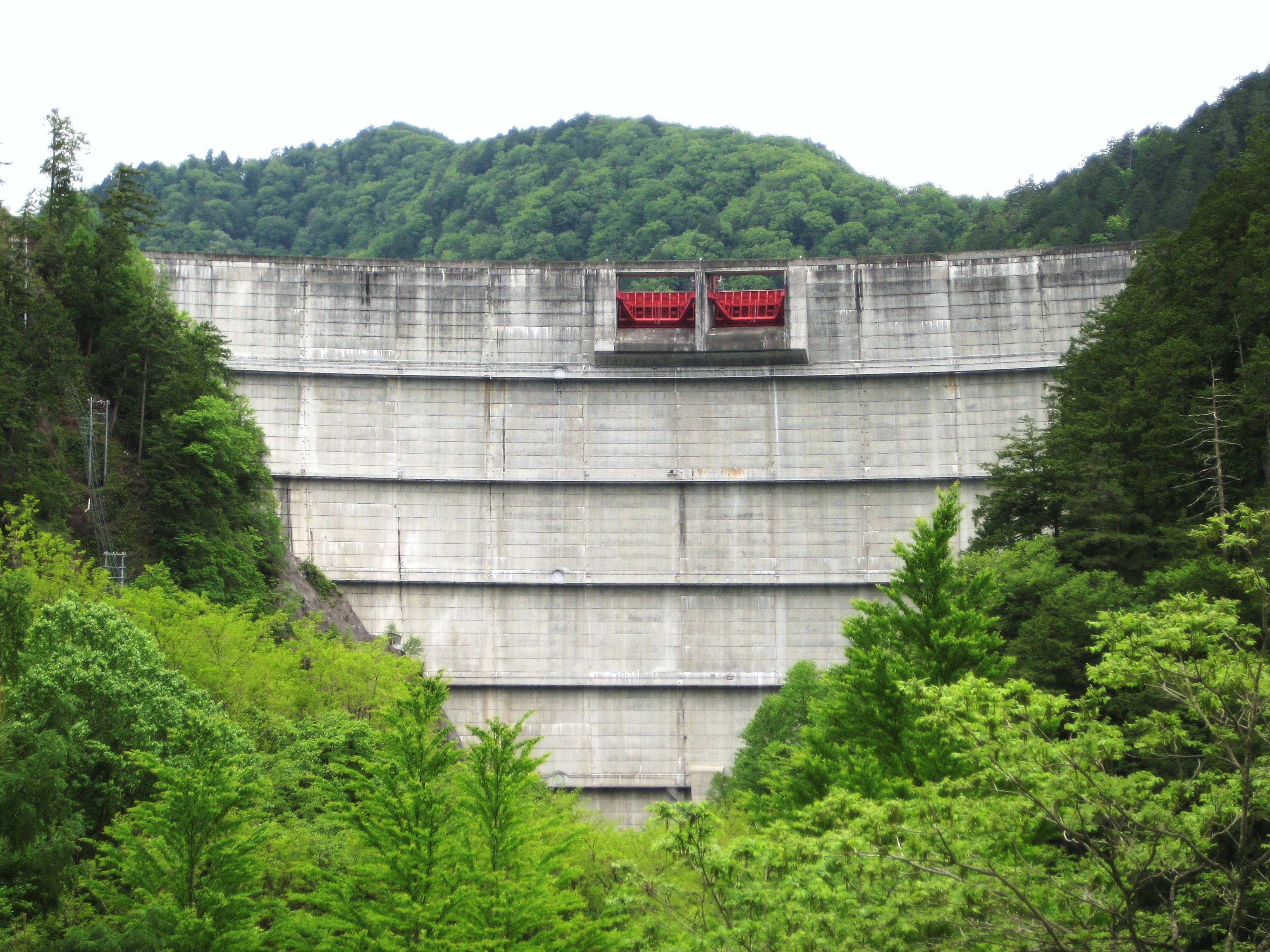
高根第一ダム

- 高根第一ダム - 高根第一発電所は飛騨川流域最大の水力発電所。
- 高根第二ダム - 高根第二発電所を有する。
- 高根ハッピー劇場 - 1960年代のダム建設時にあった映画館[2][3]。
- 高根映画劇場 - 1960年代のダム建設時にあった映画館[2][3]。

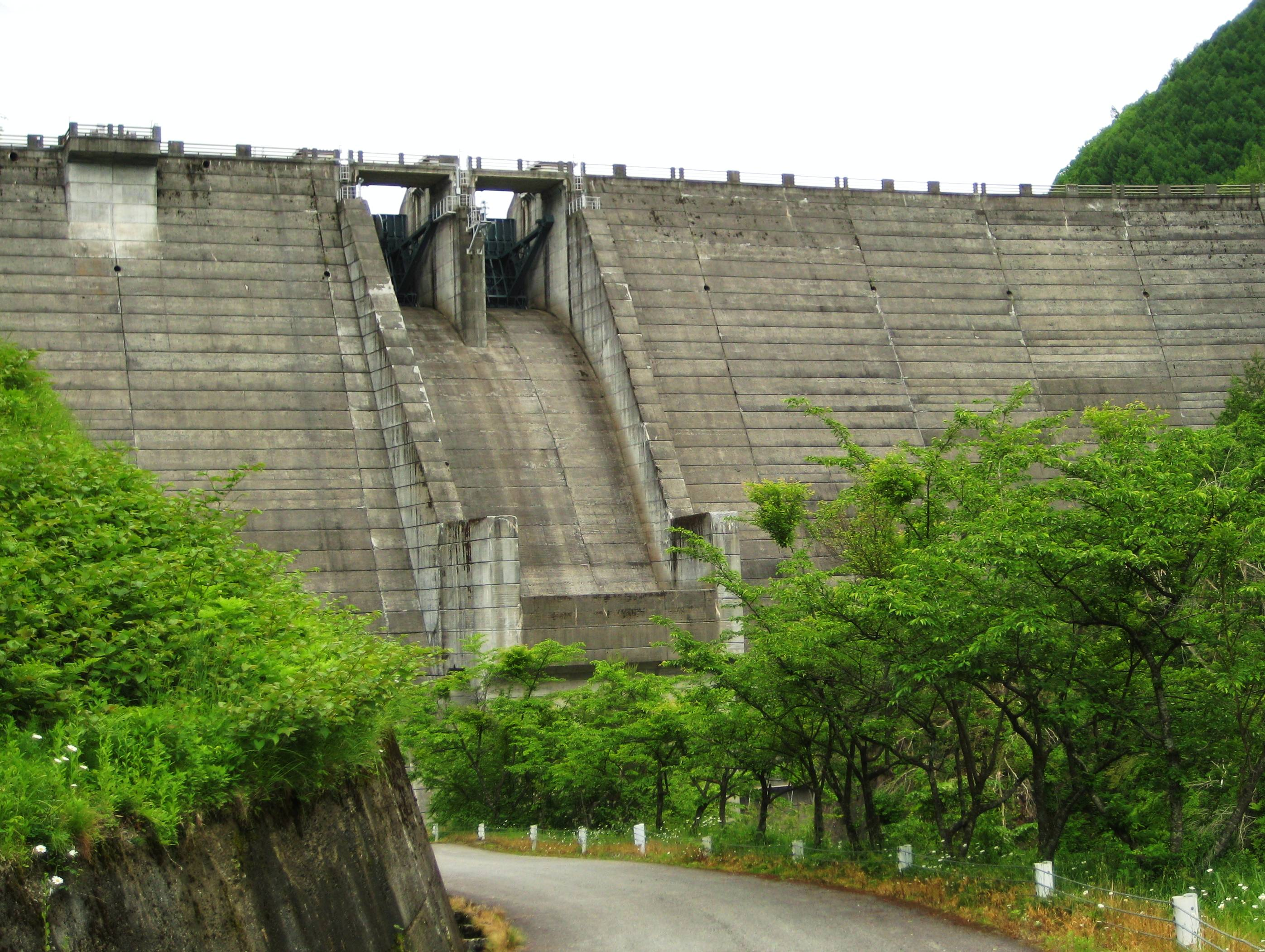
高根第二ダム
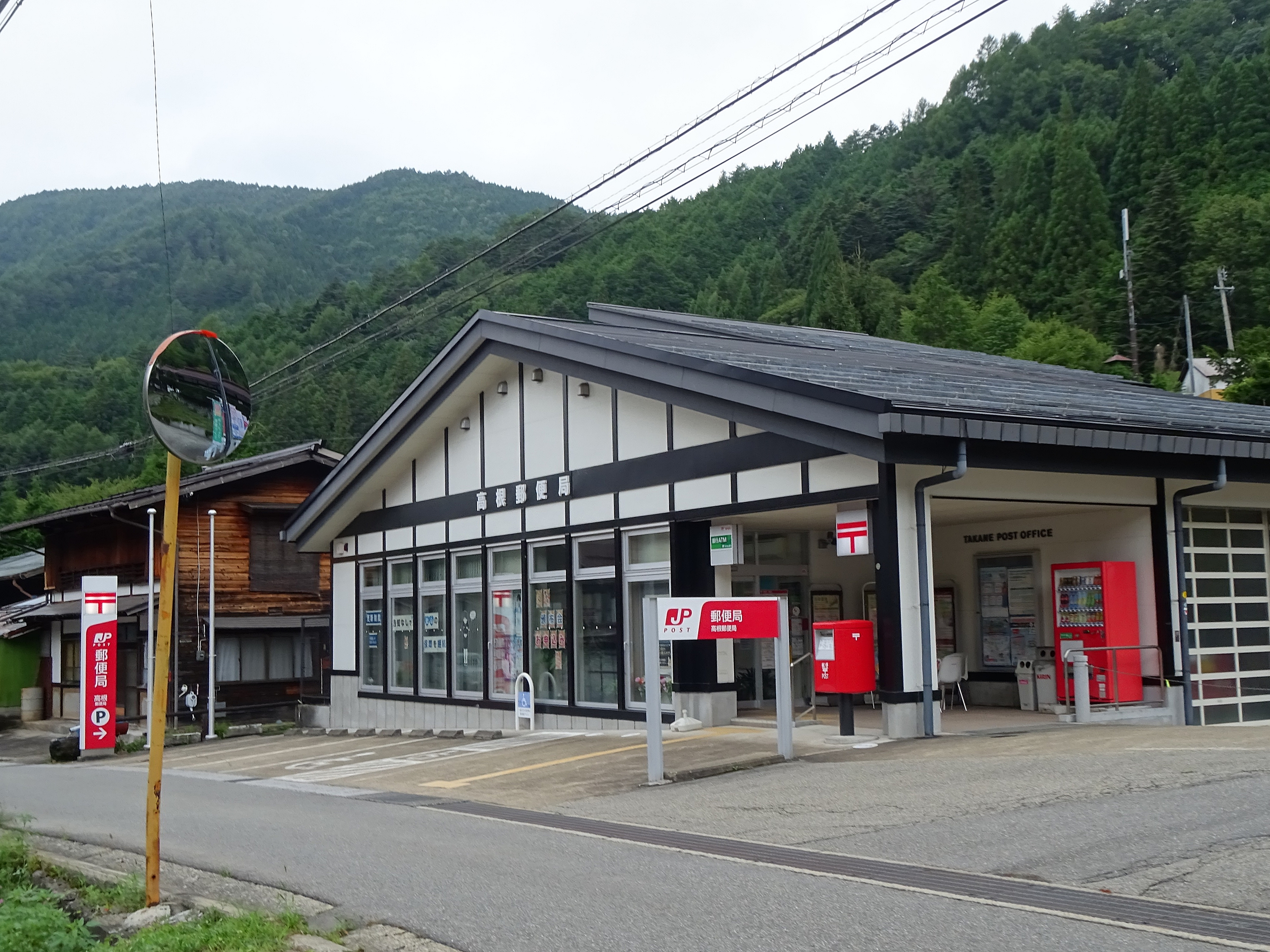
高根郵便局

## 教育

### 中学校
- 高根村立高根中学校
- 高根村立日和田中学校

### 小学校
- 高根村立高根小学校
- 高根村立日和田小学校

### 廃校
2005年以前に廃校となった学校
- 高根村立高根小学校中之宿分校（1964年廃校）
- 高根村立高根小学校阿多野郷分校（1971年廃校）
- 高根村立高根小学校池ヶ洞冬季分校（1973年廃校）
- 高根村立高根小学校黍生冬季分校（1973年廃校）
- 高根村立高根小学校野麦分校（1981年廃校）
- 高根村立日和田小学校池ノ原冬季分校（1973年廃校）

## 交通
高根村に鉄道路線はなかった。

### 道路
高根村に高速道路はなかった。
一般国道
- 国道361号

主要地方道
- 岐阜県道39号奈川野麦高根線

一般県道
- 岐阜県道435号御岳山朝日線
- 岐阜県道436号田口洞線

長距離自然歩道
- 中部北陸自然歩道
  - 旧野麦街道糸引きのみち
  - 乗鞍岳展望と鳥屋峠越えのみち

### 道の駅
- 飛騨たかね工房

## 名所・旧跡・観光スポット
- 野麦峠 - 1968年（昭和43年）に山本茂実が著した『あゝ野麦峠』がベストセラーとなり、1979年（昭和54年）には大竹しのぶ主演の映画『あゝ野麦峠』がヒットとなった。
- チャオ御岳スノーリゾート
- 日和田高原
- 野麦峠の館 - 2022年（令和4年）3月閉館。